# Яблоня (Николаевская область)
Яблоня (укр. Яблуня) — село в Березанском районе Николаевской области Украины.
Основано в 1934 году. Население по переписи 2001 года составляло 39 человек. Почтовый индекс — 57440. Телефонный код — 5153. Занимает площадь 9,678 км².
У села Яблоня в бассейне реки Березань в 1974 году было исследовано погребение 11 кургана 11, которое относится к памятникам типа Сивашовки 2-й половины VII века — начала VIII века.

## Местный совет
57440, Николаевская обл., Березанский р-н, с. Кимовка, ул. Ленина, 17